# Calouro do Ano
Calouro do Ano é um prêmio dado por várias ligas esportivas, principalmente as dos Estados Unidos, para o atleta que mais se destacou durante sua primeira temporada profissional. O prêmio é concedido anualmente aos jogadores/pilotos da NBA, NFL, NHL, MLB, MLS, Nascar e Fórmula Indy. No Brasil, quem concede a honraria é a NBB.